# Will Routley
Will Routley (Whistler, Canadá, 23 de mayo de 1983) es un ciclista canadiense. Fue profesional de 2005 a 2016.
El 2 de diciembre de 2016 anunció su retirada del ciclismo tras doce temporadas como profesional y con 33 años de edad.

## Palmarés
2010
- Campeonato de Canadá en Ruta
- 1 etapa de la Redlands Bicycle Classic

2011
- 2º en el Campeonato de Canadá en Ruta

2014
- 1 etapa del Tour de California

2016
- 1 etapa del Gran Premio Liberty Seguros
- 3º en el Campeonato de Canadá en Ruta